# BBA Aviation
BBA Aviation est une entreprise de services de maintenance aéronautique britannique dont le siège est à Londres.

## Histoire
En septembre 2015, BBA Aviation acquiert pour 2,07 milliards de dollars Landmark Aviation, une entreprise américaine présente également dans les services de maintenance aéronautique.
En juillet 2019, BBA Aviation annonce la vente de sa filiale Ontic au fonds CVC pour 1,37 milliard de dollars.